# Vincent Descombes
Vincent Descombes (* 1943) ist ein französischer Philosoph und einer der bekanntesten Vertreter der analytischen Philosophie in Frankreich.
Descombes studierte Philosophie und Soziologie an der Sorbonne und machte seinen Abschluss mit einer Arbeit über Louis Dumont. Im Jahr 1970 erhielt er nach einer Assistenzzeit bei Paul Ricœur das – der deutschen Habilitation entsprechende – Doctorat du troisième cycle mit einer Studie über den Platonismus. Danach unterrichtete er Philosophie in Nizza, Montréal, Montpellier, und Paris. Von 1983 bis 1992 lehrte er französische Literatur an der Johns Hopkins University in Baltimore und an der Emory University in Atlanta. Seit 1993 ist er Directeur d'Etudes an der École des Hautes Études en Sciences Sociales in Paris.

## Werk
In seinen ersten Veröffentlichungen beschäftigt sich Descombes mit philosophischen Problemen der Psychoanalyse und mit der kritischen Darstellung der französischen Gegenwartsphilosophie. Seit 1980 wendet er sich der analytischen Philosophie zu und orientiert sich dabei insbesondere an den Arbeiten von Ludwig Wittgenstein, Elizabeth Anscombe und Peter Geach. In seinen Bemühungen, philosophische Themen, die bislang außerhalb des Interessenbereichs der analytischen Philosophie standen, mit deren begrifflichen Mitteln zu behandeln, schließt er an Ernst Tugendhat an. 
Mit der neuerworbenen Methode wandte er sich zunächst der Kritik der Phänomenologie sowie des französischen Strukturalismus und Poststrukturalismus zu, deren argumentative und logische Mängel er unnachsichtig offenlegt (Grammaire d'objets en tous genres, 1983). Charakteristisch für alle seine Bücher ist neben der Eleganz seines Stils die umfangreiche, oft sehr kritische Berücksichtigung von Arbeiten vor allem französischer Theoretiker und seine Verfügung über das ganze Spektrum der innerhalb der verschiedenen Strömungen der traditionellen und der analytischen Philosophie entwickelten Argumente. 
In den folgenden Jahren zeigte er, dass dieser Ansatz auch auf anderen Bereichen fruchtbar gemacht werden kann: der Erzählanalyse (Proust: philosophie du roman, 1987) und – in Auseinandersetzung mit Jürgen Habermas – der geschichtsphilosophischen Gegenwartsdiagnose (Philosophie par gros temps, 1989). 
Seit 1990 beschäftigt sich Descombes vor allem mit der Philosophie der Psychologie, Sozialphilosophie, Subjektivitätstheorie und Handlungstheorie. In den beiden Büchern La denrée mentale und Les institutions du sens entwickelte er in Auseinandersetzung mit phänomenologischen, strukturalistischen und kognitionstheoretischen Ansätzen eine Gedanken von Wittgenstein, Dumont und Peirce aufgreifende holistische Theorie des Geistes und der Intentionalität, die dem Grundsatz folgt, dass sich Gedanken nicht „in unseren Köpfen“ lokalisieren lassen, sondern soziale Gebilde sind, deren Struktur sich mit elementaren Mitteln der Relationenlogik angemessen beschreiben lässt.
In seinem bislang letzten Werk, Le complement de sujet (2004), entwickelt Descombes – anschließend an Wittgenstein und Tugendhat – anhand des Modells des Spracherwerbs eine Theorie der Subjektivität, die nicht als reflexive Selbstbeziehung gedacht wird und so den traditionellen logischen Problemen subjektivitätstheoretischer Ansätze entgehen soll.

## Veröffentlichungen
- Le platonisme. Paris: PUF, 1971.
- L’inconscient malgré lui. Paris: Minuit, 1977.
- Le même et l’autre. Quarante-cinq ans de philosophie française (1933-1978). Paris: Minuit, 1979.
  - deutsch: Das Selbe und das Andere. 45 Jahre Philosophie in Frankreich; 1933 - 1978, übersetzt von Ulrich Raulff, Suhrkamp, Frankfurt am Main 1983, ISBN  3-518-27946-7.
- Grammaire d’objets en tous genres. Paris: Minuit, 1983.
- Proust: philosophie du roman. Paris: Minuit, 1987.
- Philosophie par gros temps. Paris: Minuit, 1989.
- Les disputes de l'esprit. Vol. I: La denrée mentale. - Vol. II: Les institutions du sens. Paris, Minuit, 1995–1996.
- (zusammen mit A. Boyer, A. Comte-Sponville): Pourquoi nous ne sommes pas nietzschéens. Paris: LGF, 2002. (= Biblio essais.)
- Le complement de sujet. Paris: Gallimard, 2004.
- "Un itinéraire philosophique. Entretien avec Vincent Descombes". In: Esprit, juillet 2005.

Die meisten Bücher sind auch in englischer Übersetzung erschienen.